# Alexandra Araujo
Alexandra Araújo (Rio de Janeiro, 13 de julho de 1972) é uma jogadora de polo aquático brasileira naturalizada italiana, campeã olímpica.

## Carreira
Alexandra Araújo fez parte do elenco campeão olímpico de Atenas 2004.